# Kruk grubodzioby
Kruk grubodzioby (Corvus crassirostris) – gatunek dużego ptaka z rodziny krukowatych (Corvidae), zamieszkujący Afrykę Wschodnią. Nie wyróżnia się podgatunków.
Wraz z krukiem jest największym z krukowatych, mierzy około 60–64 cm długości, waży 1,5 kg.
Zasięg występowania mieści się głównie w Etiopii, ale także i przyległych do jej granic obszarach Sudanu, Erytrei i Somalii. Spotykany na obszarach górskich od 1200 do 4100 m n.p.m.
Status i ochrona
IUCN uznaje kruka grubodziobego za gatunek najmniejszej troski (LC, Least Concern) nieprzerwanie od 1988 roku. Liczebność populacji nie została oszacowana, ale ptak ten opisywany jest jako stosunkowo pospolity. Trend liczebności populacji oceniany jest jako stabilny. Występuje m.in. na obszarze dwóch etiopskich parków narodowych – są to Park Narodowy Semien i Park Narodowy Bale.